# Universidade Cesumar
A Universidade Cesumar (UniCesumar) é uma instituição de ensino superior sediada na cidade de Maringá, no Estado do Paraná. É mantida pela Vitru Educação.
A instituição possui campi presenciais em Maringá, Londrina, Curitiba, Corumbá e Ponta Grossa, além de quase 1000 polos de educação a distância, que incluem cidades como Miami (EUA) e Dubai (Emirados Árabes Unidos).

## História
Em 1987, a prefeitura de Maringá cedeu aos pedidos de empresários locais no sentido de uma cooperação para a criação de uma instituição de ensino privado. Said Felício Ferreira assinou uma lei transferindo o terreno de um antigo lixão para a construção desta instituição. A propriedade de 48 mil m² transformou-se na sede do Centro Universitário de Maringá em 1990, com Wilson Matos, Cláudio Ferdinandi e Joaquim Henrique Lauer à frente do empreendimento, que começou com dois cursos de graduação, 20 funcionários e 180 alunos.
Em 2002, a instituição tornou-se "Centro Universitário" e em 2006, começou a ministrar EAD (educação a distância). Em 2018, a instituição chegou a marca de 120 mil alunos matriculados, sendo 100 mil alunos da educação a distância e 20 mil do ensino presencial.
Em fevereiro de 2020, o Conselho Nacional de Educação (CNAE) concedeu o título de "universidade", transformando-se em Universidade Cesumar.
Até agosto de 2021, era mantida pelo Centro de Ensino Superior de Maringá (CESUMAR), quando foi vendida para o Grupo Vitru Educação por R$ 3 bilhões.

## Controvérsias
O governo do estado, liderado pelo governador Ratinho Junior (PSD), firmou um contrato em novembro de 2021 com a instituição de ensino Unicesumar, no valor de R$ 38,4 milhões, visando suprir a suposta escassez de mão de obra. O contrato previa a oferta de aulas na modalidade de ensino a distância (EaD) e o fornecimento de professores para disciplinas específicas. Entretanto, desde março de 2022, têm surgido diversas reclamações por parte dos estudantes e seus familiares em relação a problemas enfrentados, levando alguns a solicitar o retorno dos professores da rede pública de ensino.
Essas pessoas seriam responsáveis pelo contato presencial dos estudantes com as disciplinas e receberiam uma remuneração de R$ 8,00 por hora trabalhada, o equivalente a R$ 640,00 para 20 horas. Sua tarefa seria mediar a transmissão de aulas síncronas por professores da empresa, que atenderiam até 20 turmas simultâneas
No modelo proposto, há a substituição de educadores(as) por TVs e os(as) estudantes passariam mais de cinco horas em sala de aula sem a presença de um(a) professor(a). Os atos teriam ocorrido em várias cidades do estado, incluindo mais de 15, após o início no CEEP de Cascavel. Neste último caso, teria havido uma reversão da terceirização após um processo de mobilização considerável.
O Ministério Público Estadual acatou o pedido da APP-Sindicato e irá investigar a contratação da Unicesumar pelo Governo Ratinho Jr, para terceirizar aulas nos primeiros anos de cursos técnicos profissionais do Novo Ensino Médio. A instituição acatou o pedido da APP para que fosse investigado o contrato de terceirização e teria remetido a denúncia para a 5ª Promotoria de Proteção ao Patrimônio Público.
O contrato e parceria acabou sendo recuadas a partir de 2023 devido a repercussão que ocorreu.